# Regla de Thabit ibn Qurrá
La regla de Thábit ibn Qurra es un método para encontrar números amigos, descubierta en el siglo X por el matemático árabe Thábit ibn Qurra. Una generalización posterior de esta regla es la regla de Euler.
La regla está dada en términos de números de Thabit. Para cualquier número natural n el n-ésimo número de Thabit es {\displaystyle K_{n}=3\cdot 2^{n}-1}. Los primeros diez números de Thabit son 2, 5, 11, 23, 47, 95, 191, 383, 767, y 1535.
Thábit ibn Qurra demostró que si {\displaystyle K_{n}}, {\displaystyle K_{n-1}} y {\displaystyle 3K_{2n-1}} son todos ellos primos, entonces el par de números {\displaystyle 2^{n}K_{n}K_{n-1}} y {\displaystyle 2^{n}(3K_{2n-1}+2)} son números amigos.
La hipótesis se cumple solamente en tres casos, {\displaystyle n=2,4,y7}, dando lugar a los pares de números amigos (220, 284), (17296, 18416), y (9363584, 9437056).